# Tamatoa IV
Tamatoa IV ou Moe'ore Teri'itinorua Teari'inohora'i (1797-1857) foi o rei de Raiatea de 1831 e 1857. Foi deposto em 1853. 